# Kediv
Kediv (turski Hidiv, arapski Khidiwi) je naslov koju je otomanski sultan Abdul Aziz 1867. godine dodijelio Ismailu, nasljednom paši egipatskom, a koristili su je i njegovi nasljednici Tafik i Abaz II. Hilmi. Zamijenjena je titulom sultana 1914. kada je Egipat postao britanski protektorat.